# Synagoge (Bjarosa)

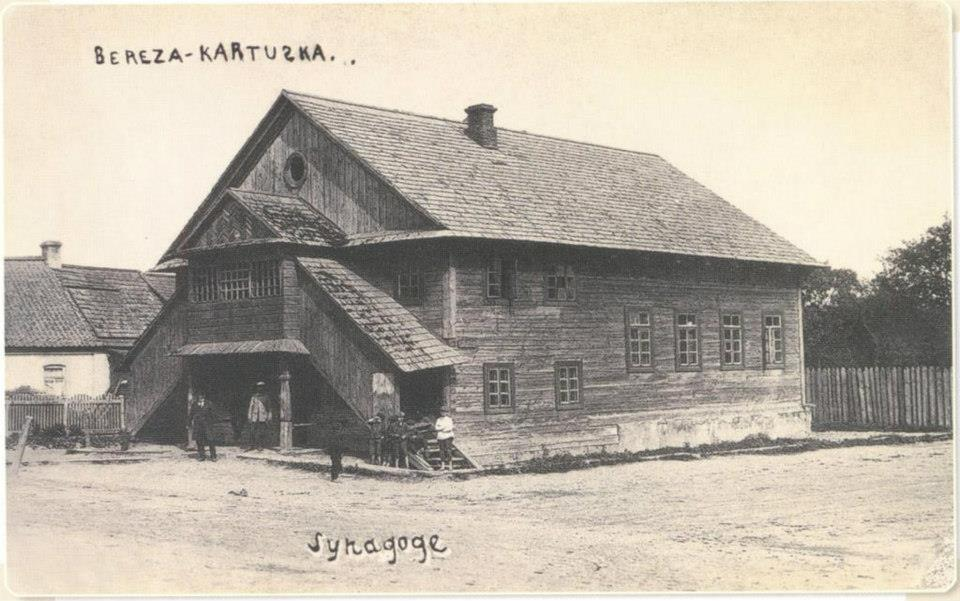
Synagoge in Bjarosa (vor 1939)

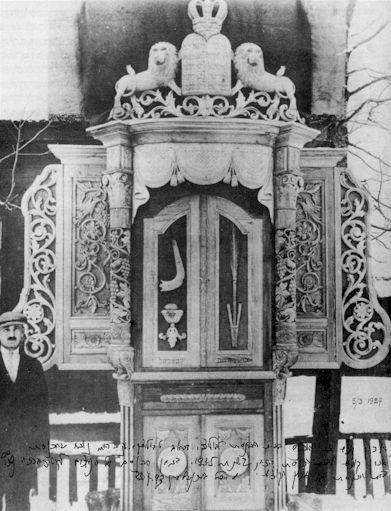
Toraschrein

Die Synagoge in Bjarosa, einer belarussischen Stadt im Rajon Bjarosa in der Breszkaja Woblasz, stand in der Kransnoarmiejska-Straße.
In Bjarosa lebten mehrheitlich jüdische Bürger, von denen nahezu alle von den deutschen Besatzern während des Holocausts ermordet wurden. Die hölzerne Synagoge wurde in dieser Zeit zerstört.